# 馬蘭閨
馬蘭閨（1589年1月11日—1661年6月29日，童名思真牛金，號蘭閨，是琉球國第二尚氏王朝君主尚豐王之繼妃。出身首里馬氏小祿殿內，是馬氏小祿殿內三世、三司官馬良弼（名護親方良豐）之三女，有二姊一兄及一過繼弟。她與尚豐王並沒有生育子女。